# Димитър Буйнозов
Димитър Христов Буйнозов е български актьор.

## Биография и творчество

### Произход и младост
Роден е на 7 ноември 1935 г. в Търново. Той е шестото, най-малко дете в семейството на Христо Буйнозов. Заедно с един от братята си, който играе в читалище „Надежда“, Димитър редовно посещава представления в театралния салон и се среща с големи актьори от близкото минало.
„Самият Търновград с чудесиите си, с топлата си човешка среда, със старите къщи, прислонили глава до глава, рамо до рамо, говорещи за характера и човещината на хората, са онези вътрешни настроения, подготвили актьора в мене“, споделя Димитър Буйнозов в интервю за списание „Кино“. 
Завършва ВИТИЗ „Кръстьо Сарафов“ през 1960 г. със специалност актьорско майсторство в класа на професор Георги Стаматов.

### Кариера в театъра и киното
Започва работа във Варненския театър, а от 1963 година е назначен в Народния театър на младежта в София. Първата му среща с киното е през 1956-а. Тогава като първокурсник играе ролята на Найден във филма „Тайната вечеря на Седмаците“ на Дако Даковски, припомни за Общинската информационна агенция Цветанка Денева от отдел „Изкуство“ на Регионалната народна библиотека „П.Р. Славейков“. Тя разказа още, че най-значителните роли на актьора са Димо от „А бяхме млади“, Борис от „Пленено ято“, Илия от „Въздушният човек“, Петко Д. Петков от „По дирята на безследно изчезналите“. Димитър Буйнозов като Гоце Делчев е и едно от най-сериозните попадения на филма „Мера според мера“ на Георги Дюлгеров. 
Буйнозов се утвърждава в амплоато на търсения през 50-те – 80-те години на ХХ век положителен герой, влагайки в неговата интерпретация неподправено достойнство, топлота и жизнена достоверност, примесени с типичните за тогавашните години романтика и дръзновение.
През целия си живот актьорът страни от светската суета и шумотевица, независимо че е сред основоположниците на следдеветосептемврийското българско кино и на проходилата от 7 ноември 1959 г. българска национална телевизия.
Пъртината на времето оставя своя отпечатък върху част от творческите му изяви – „Червено и кафяво“ (1982) на Асен Шопов в телевизията, „Откраднатият влак“ (1971) на Владимир Явчев и „Над Сантяго вали“ (1976) на Елвио Сото в киното, които все пак с постигнатото ниво си остават част от творческата му биография.
Димитър Буйнозов изпитва и тръпката от участията си в първите по-значими телевизионни постановки в България – „12 разгневени мъже“ (1965) на Вили Цанков, „Вампир“ (1970) на Георги Аврамов, „Рожден ден“ (1971), „Рози за доктор Шомов“ (1973), „Хъшове“ (1982) на Николай Савов и Димитрина Гюрова, и популярността от въздействието на телевизионните сериали върху масовата българска публика – „С пагоните на дявола“ (1967) на Неделчо Чернев, „По дирята на безследно изчезналите“ (1977) на Маргарит Николов, „Черните рамки“ (1989) на Генчо Генчев и „Под игото“ (1991) на Янко Янков.
Буйнозов не изневерява на първата си любов – киното, въпреки че след постигнатите сериозни успехи в поредица от актуални през 60-те години на ХХ век антифашистки филми като „А бяхме млади“ (1961) на Бинка Желязкова, „Пленено ято“ (1962) на Дучо Мундров и „13 дни“ (1964) на Стефан Сърчаджиев, артистът повече присъства в него – „Не се обръщай назад“ (1971) на Людмил Кирков, участва с амбициозни изяви в недооценени творби като „Въздушният човек“ (1980) на Киран Коларов или с великолепни поддържащи роли в „Мера според мера“ (1981) на Георги Дюлгеров, „Ева на третия етаж“ (1987) на Иванка Гръбчева и „Бащата на яйцето“ (1991) на Анри Кулев.
Участва и в една от първите копродукции, снимани в България след 10 ноември 1989 г. – „Дали“ (1990) на Антони Рибас.
Димитър Буйнозов умира на 23 ноември 1995 г. в София.

## Награди и отличия
- Заслужил артист (1977)
- Народен артист (1987)
- Орден „Кирил и Методий“ I ст.
- Почетна значка „Златно перо“ на СБЖ за висок творчески принос в българската журналистика и за филма По дирята на безследно изчезналите.
- Наградата „Златната ракла“ за филма „Червено и кафяво“ Пловдив.
- Награда за мъжка роля (Прокурорът) от едноименната пиеса на Националния преглед на българската драма и театър (1979).

## Театрални роли
- „Параграф 22“ (Джоузеф Хелър)

## Телевизионен театър
- „Страшният съд“ (1992)
- „Моля те, не ми прощавай“ (1987) (Михаил Величков), 2 части
- „Легенда за майката“ (1985) (Кръстю Дренски)
- „Червено и кафяво“ (1982) (Иван Радоев)
- „Хъшове“ (1982) (Иван Вазов) – Владиков
- „Професия за ангели“ (1977) Драгомир Асенов
- „Рози за д-р Шомов“ (1973) (Драгомир Асенов), (Втора реализация)
- „Тя и той“ (1972) (Михаил Рошчин)
- „Рожден ден“ (1971) (Драгомир Асенов)
- „Вампир“ (1970) (Антон Страшимиров)
- „Разминаване“ (1970) (Камен Калчев)

## Филмография
| Година | Филми/Сериали                                                    | Роля                                                                                |
| ------ | ---------------------------------------------------------------- | ----------------------------------------------------------------------------------- |
| 1991   | Бащата на яйцето – (4 серии), (България / Алжир)                 | инженер Норбе                                                                       |
| 1991   | Дали, (Dalí) – (Испания / България)                              | Графът                                                                              |
| 1990   | Под игото – (9 серии), (България / Унгария)                      | даскал Гатю                                                                         |
| 1988   | Черните рамки – (5 серии)                                        | генерал Радев                                                                       |
| 1988   | Черните рамки – (3 серии)                                        | генерал Радев                                                                       |
| 1987   | Ева на третия етаж                                               | професор Наумов                                                                     |
| 1983   | Голямата игра – (6 серии), (Большая игра) – (СССР / България)    | Леополд Грацио, магнат, милионер                                                    |
| 1981   | Мера според мера – (7 серии)                                     | Гоце Делчев                                                                         |
| 1981   | Мера според мера – (3 серии)                                     | Гоце Делчев                                                                         |
| 1980   | Въздушният човек                                                 | Илия Думанов                                                                        |
| 1978   | По дирята на безследно изчезналите – (4 серии)                   | Петко Д. Петков                                                                     |
| 1976   | Над Сантяго вали, (Il pleut sur Santiago) – (България / Франция) | шеф на охраната на президента                                                       |
| 1973   | Костелив орех                                                    | скулпторът                                                                          |
| 1971   | Откраднатият влак                                                | Дамян                                                                               |
| 1971   | Не се обръщай назад                                              | Радо                                                                                |
| 1967   | С пагоните на дявола – (5 серии)                                 | майор Асен Венков Ганев/бивш майор от SS Норман Кунц (в 5 серии: I, II, III, IV, V) |
| 1966   | Джеси Джеймс срещу Локум Шекеров                                 |                                                                                     |
| 1962   | 13 дни                                                           | Васко                                                                               |
| 1962   | Пленено ято                                                      | Борис                                                                               |
| 1961   | А бяхме млади                                                    | Димо                                                                                |
| 1957   | Животът си тече тихо...                                          | Павел (премиера 1988)                                                               |
| 1957   | Тайната вечеря на Седмаците                                      | Найден Седмашки, брат на Крум, син на Санди и Цена                                  |
|        | Червено и кафяво                                                 |                                                                                     |